# Alerte à Paris !
Alerte à Paris ! est un téléfilm français réalisé par Charlotte Brändström et diffusé en 2006.

## Synopsis
À la suite d'une grève des éboueurs, Paris est petit à petit envahie par les rats. Les personnes mordues par les rats développent une maladie inconnue. Les scientifiques qui étudient cette maladie découvrent que les rats ont été génétiquement modifiés.

## Fiche technique
- Titre : Alerte à Paris ! (l'invasion des rats)
- Réalisation : Charlotte Brändström
- Scénario : Bruno Dega
- Production : Marc Vadé
- Musique : Yvan Cassar et Éric Chevallier
- Photographie : Nicolas Herdt
- Montage : Inconnu
- Décors : Richard Cunin
- Costumes : Fabio Perrone
- Pays d'origine : France
- Format : Couleurs - 1,77:1 - Dolby Digital - 35 mm
- Genre : Thriller
- Durée : 96 minutes
- Dates de sortie : 3 février 2006 (festival de Luchon), 11 février 2006 (Suisse), 24 avril 2006 (diffusion TV France)

## Distribution
- Claire Borotra : Laurence Renoux
- Thierry Neuvic : Alex Cirelli
- Clara Le Corre : Lola Renoux
- Philippe Morier-Genoud : Paul Cirelli
- Saïda Jawad : Aïcha
- David Brécourt : Jacques Cortot
- Aladin Reibel : Renaud Berard
- Jean-Yves Chilot : L'interne aux Urgences
- Albert Goldberg : Max

## Autour du film
- Remake du téléfilm allemand Rats : L'invasion commence (Ratten - Sie werden dich kriegen!), réalisé par Jörg Lühdorff en 2001[1].
- Parmi les différents films d'horreur mettant en scène des rats, citons Willard, réalisé par Daniel Mann en 1971, ainsi que son remake homonyme, Willard, réalisé par Glen Morgan en 2003.

## Récompense
- Prix du grand public au Festival de la fiction TV de Saint-Tropez 2006[2]